# Turó de les Periques
El Turó de les Periques és una muntanya de 586 metres que es troba al municipi de Mura, a la comarca catalana del Bages.